# Grigorij Kirijenko
Grigorij Anatoljevič Kirijenko (* 29. září 1965 Novosibirsk, Sovětský svaz) je bývalý sovětský a ruský sportovní šermíř, který se specializoval na šerm šavlí.
Sovětský svaz a Rusko reprezentoval v osmdesátých a devadesátých letech. Jako sovětský reprezentant zastupoval moskevskou šermířskou školu, která spadala pod Ruskou SFSR. Na olympijských hrách startoval v roce 1992 a 1996 v soutěži jednotlivců a družstev. V soutěži jednotlivců se na olympijských hrách výrazně neprosadil. Je čtyřnásobným mistrem světa v soutěži jednotlivců z let 1989, 1991, 1993 a 1995. S ruským družstvem šavlistů a s družstvem Společenství nezávislých států (1992) vybojoval v roce 1992 a 1996 zlatou olympijskou medaili. Se sovětským a ruským družstvem šavlistů vybojoval tři titul mistra světa v roce 1989, 1990 a 1994